# Stipa pelliotii
Stipa pelliotii là một loài thực vật có hoa trong họ Hòa thảo. Loài này được Danguy miêu tả khoa học đầu tiên năm 1912.